# Thanh xuân nguyệt đàm
Thanh xuân nguyệt đàm (tiếng Hàn: 청춘월담 (Cheong chun wol dam); Hanja: 青春月譚 (Thanh xuân nguyệt đàm); dịch nghĩa đen: "Câu chuyện về năm tháng thanh xuân") là một bộ phim truyền hình Hàn Quốc được phát sóng năm 2023 với sự tham gia của các diễn viên Park Hyung-sik, Jeon So-nee, Pyo Ye-jin, Yoon Jong-seok và Lee Tae-sun. Bộ phim dự kiến sẽ được phát sóng vào khung giờ 20:50 (KST) thứ Hai và thứ Ba hàng tuần trên kênh truyền hình tvN từ ngày 6 tháng 2 năm 2023.

## Nội dung
Bộ phim lấy bối cảnh giả tưởng ở thời kỳ Nhà Triều Tiên, kể về câu chuyện tình yêu định mệnh giữa vị Thế tử để hạ Lee Hwan (Park Hyung-sik) và cô gái Min Jae Yi (Jeon So-nee).
Lee Hwan là một vị Đông Cung Thế tử kiêu ngạo và tính khí thất thường đang phải chịu đựng một lời nguyền bí ẩn. Anh là một người cô đơn, luôn che giấu vết sẹo sâu trong tâm trí. Trong khi đó, Min Jae Yi là một cô gái cực kỳ thông minh và xuất thân từ một gia đình quý tộc được kính trọng. Một ngày, cả gia đình cô đột nhiên bị sát hại và cô bị coi là kẻ giết người. Vừa phải trốn chạy, cô cũng vẫn quyết tâm tìm ra sự thật bị che giấu.

## Diễn viên

### Nhân vật chính
| Diễn viên      | Nhân vật                                    | Giới thiệu |
| Park Hyung-sik | Thế tử để hạ Lee Hwan                       | Một vị thế tử cô độc đang mang trong mình một lời nguyền bí ẩn. Sau khi anh trai mình, cố Thế tử Eui Hyun đột ngột qua đời, anh trở thành chủ nhân của Đông cung. Anh cũng là một người sở hữu trí nhớ khủng khiếp khi có thể nhớ mọi thứ mình đã thấy dù chỉ một lần. |
| Jeon So-nee    | Min Jae Yi / Nội quan (giả mạo) Go Soon Dol | Xuất thân quý tộc với bố là Phủ doãn phủ Kaesong (Khai thành) Min Ho Seung, nhưng ngay từ nhỏ cô đã khác với những phụ nữ quý tộc khác nhờ bản tính tò mò, ham tìm hiểu mọi thứ trên đời. Một ngày nọ, ngay trước đám cưới của mình, cô bất ngờ trở thành nghi phạm đã sát hại mọi người trong gia đình. Trong lúc trốn chạy, cô nhớ lại bức mật thư mà Thế tử đã gửi cho cha. Jae Yi liều lĩnh vào cung với thân phận nội quan giả mạo Go Soon Dol để gặp được Thế tử và quyết tâm tìm điều tra ra chân tướng sự việc. |
| Pyo Ye-jin     | Ga-ram                                      | Bộc nhân (người hầu) và cũng là người bạn duy nhất của Min Jae Yi. |
| Yoon Jong-seok | Binh tào Chính lang Han Sung On             | Vị quan Chính lang ở Binh tào, bạn của Thế tử Lee Hwan, đồng thời là tân lang sắp cưới của Jae Yi. Tính cách thẳng thắn, mạnh mẽ và ấm áp. Là một "kinh quốc chi tài" (nhân tài của đất nước) với sự thanh nhã bẩm sinh, học thức và cả tấm lòng yêu nước. Anh là một người bạn đồng niên cùng chung người thầy với Lee Hwan dưới thời trị vì của Daegun Đại vương, nhưng dần trở nên xa cách khi Hwan trở thành Thế tử. Tin tức vị thê tử sắp cưới Jae Yi ngoại tình với kẻ khác, đầu độc cả gia đình, đã làm tan vỡ niềm kiêu hãnh cao cả của Sung On. |
| Lee Tae-sun    | Kim Myung Jin                               | Con trai út của Lãnh nghị chính Kim Ahn Jik. Nổi tiếng là thần đồng từ nhỏ, anh được kỳ vọng sẽ kế tục cha và 2 anh trai của mình dễ dàng vượt mọi kỳ khoa cử và trở thành quan của triều đình. Tuy nhiên, thứ gây hứng thú với anh lại là Shinjumuwonrok, một cuốn sách về pháp y, và tất cả những nơi anh ra vào là Hán Thành Phủ, Nghĩa Cấm Phủ, hoặc nghĩa địa. Với bản tính thích nghiên cứu mọi thứ trên đời, Myung-jin luôn mộng tưởng trở thành "Đệ nhất Nghiệm thi quan" của Joseon. Bị cuốn hút với vụ án mạng của gia đình Phủ doãn phủ Kaesong Min Ho Seung cùng với người con trai Min Yoon Jae. Anh quyết tâm sẽ gặp bằng được Min Jae Yi và giải quyết vụ án tới cùng. |

### Nhân vật khác

#### Nhân vật xung quanh Thế tử để hạ Lee Hwan
| Diễn viên     | Nhân vật                 | Giới thiệu |
| Heo Won-seo   | Tae Gang                 | Hộ vệ trung thành của Thế tử Lee Hwan, thuộc Dực Vệ Ti. 10 năm trước khi còn là đứa trẻ mồ côi sống lang bạt, anh vô tình được Lee Hwan bắt gặp. Ấn tượng với tính cách chính trực, Lee Hwan đã hỗ trợ anh ứng thí kỳ thi võ khoa. Vì vậy mà từ đó, anh luôn ở bên cạnh và sẵn sàng mạo hiểm mạng sống của mình để bảo vệ Lee Hwan. Tuy nhiên, khi nội quan đáng ngờ Go Soon Dol đột nhiên xuất hiện, Hwan dường như đang chú ý đến Go Soon Dol. |
| Son Kwang-eup | Nội quan So / So Sam Koo | Vị quan Thượng hồ hàm Ngũ phẩm của Nội Thị Phủ, là nội quan trung thành của Thế tử Lee Hwan. Tính cách lầm lì và trung thành, mặc dù không hài lòng với sự xuất hiện đột ngột của Go Soon Dol, nhưng ông vẫn chân thành giúp đỡ Go Soon Dol với lý do đó là mệnh lệnh của Thế tử. |
| Park Won-ho   | Nội quan Cha             | Nội quan của Đông Cung Thế tử, "nạn nhân" lớn nhất của tính cách kén chọn của Lee Hwan. |
| Oh Hee-joon   | Nội quan Kim             | Nội quan của Đông Cung Thế tử, "nạn nhân" lớn nhất của tính cách kén chọn của Lee Hwan. |

#### Nhân vật xung quanh Han Sung On
| Diễn viên  | Nhân vật                               | Giới thiệu |
| Jo Sung-ha | Tả nghị chính (Tả tướng) Han Joong Eon | Cha của Han Sung On. Công thần khai quốc của triều đình và là người đứng đầu gia tộc Yeongsan Han danh giá. Được mọi người kính nể và kính sợ với tính cách trung thành và chính trực, không ngại đưa ra lời khuyên cho nhà vua. |

#### Nhân vật xung quanh Kim Myung Jin
| Diễn viên     | Nhân vật                                        | Giới thiệu |
| Son Byung-ho  | Lãnh nghị chính Kim Ahn Jik / Binh tào Phán thư | Binh tào Phán thư, cha của Kim Myung Jin. Tính cách ngay thẳng và học thức cao. Luôn giúp đỡ Thế tử Lee Hwan và luôn đứng về phía anh.                                 |
| Kim Ki-doo    | Man Deok                                        | Cùng với người vợ là chủ một quán trọ. Tính tình hào phóng, tốt bụng, luôn tươi cười.                                                                                  |
| Lee Min-ji    | Bok Soon                                        | Vợ của Man Deok. Tính tình hào phóng, tốt bụng, luôn tươi cười. |
| Park Hyo-jun  | Sam Chil                                        | Chủ nhân Vạn Uyên Đường (Manyeondang) nơi Kim Myung Jin đang thuê để tá túc.                                                                                           |
| Jung In-gyeom | Monk Mu Jin                                     | Thầy của Kim Myung Jin. Thoạt nhìn, mái tóc dài hoa râm khiến ông trông giống một ẩn sĩ hơn là một nhà sư. Có người ông gọi là sư phụ, có người lại gọi ông là đạo sĩ. |

#### Vương thất
| Diễn viên     | Nhân vật                                       | Giới thiệu |
| Lee Jong-hyuk | Chúa thượng điện hạ                            | Tính cách nóng nảy, thất thường và nhạy cảm bởi mặc cảm mẹ ruột là một hậu cung tần ngự và không phải là con trưởng. Ngồi trên ngai vàng bấp bênh, ông nhận ra rằng để ngồi được vị trí này thì bản thân phải mạnh mẽ hơn bất kỳ ai khác. Vì vậy, ông ngày càng cư xử nghiêm khắc với Lee Hwan sau khi anh trở thành Thế tử.                                                                                               |
| Hong Soo-hyun | Kế phi / Trung điện nương nương / Jo Soo Young | Kế phi của Chúa thượng, chủ nhân của Trung Cung điện và là cháu họ của Jo Won Bo. Sở hữu nhan sắc được mệnh danh là quốc sắc thiên hương, được Chúa thượng hết mực sủng ái. Sau khi phục vụ nhà vua trong một bữa tiệc của Jo Won Bo, bà trở thành tần ngự và sinh ra Đại quân Myeong Ahn. Bà luôn tỏ ra quan tâm cho người con trai cả Lee Hwan và công chúa Ha Yeon so với con trai riêng của mình, Đại quân Myeong Ahn. |
| Jung Woong-in | Lãnh nghị chính (Lãnh tướng) Jo Won Bo         | Chú của Trung điện Jo Soo Young. Nhờ truyền thống cài cắm nữ nhân vào làm Nội mệnh phụ mà gia tộc họ Cho đã duy trì thế lực ngoại thích bây lâu nay. Ông ta cũng không hề che giấu lòng tham của mình. |
| Jung Da-eun   | Công chúa Ha Yeon                              | Đích trưởng nữ được Chúa thượng hết mực nuông chiều, là em gái cùng mẹ với thế tử Lee Hwan. Vẻ ngoài non nớt, nhưng trái tim ấm áp và luôn quan tâm đến những người xung quanh. Tính cách có phần nóng nảy nhưng vô cùng quan tâm đến Lee Hwan và luôn cố gắng bảo vệ anh trai trước những tin đồn thất thiệt. |
| Im Han-bin    | Đại quân Myeong Ahn                            | Con trai của Kế phi, em trai khác mẹ với thế tử Lee Hwan. Một đứa trẻ ngây thơ hồn nhiên trong một cung điện tàn khốc. Dù là "đối thủ" thay thế duy nhất của Lee Hwan cho ngai vị Thế tử nhưng Lee Hwan không thể kìm lòng trước Myeong Ahn mỗi khi cậu chạy về phía anh với khuôn mặt hồn nhiên và gọi "Anh trai." |

#### Nhân vật khác
| Diễn viên    | Nhân vật          | Giới thiệu                                                                                 |
| Cha Yong-hak | Đại quân Eui Hyun | Vị cố Thế tử đã qua đời 3 năm trước. Là anh ruột của Thế tử Lee Hwan và Công chúa Ha Yeon. |
| Seo Tae-hwa  | Min Ho Seung      | Người cha quá cố của Min Jae Yi. Là là Phủ doãn phủ Kaesong (Khai thành)                   |
| Kim Woo-seok | Shim Young        |                                                                                            |
| Yoon Ye-hee  |                   |                                                                                            |
| Yoon Da-in   |                   |                                                                                            |

## Sản xuất
- "Thanh xuân nguyệt đàm" sẽ tiếp quản khung giờ 20:50 Thứ Hai & Thứ Ba của tvN của bộ phim "Missing: The Other Side 2".[4]

## Tỷ suất lượt xem
| Mùa | Mùa | Số tập | Số tập | Số tập | Số tập | Số tập | Số tập | Số tập | Số tập | Số tập | Số tập | Số tập | Số tập | Số tập | Số tập | Số tập | Số tập | Số tập | Số tập | Số tập | Số tập | Trung bình |
| Mùa | Mùa | 1      | 2      | 3      | 4      | 5      | 6      | 7      | 8      | 9      | 10     | 11     | 12     | 13     | 14     | 15     | 16     | 17     | 18     | 19     | 20     | Trung bình |
| --- | --- | ------ | ------ | ------ | ------ | ------ | ------ | ------ | ------ | ------ | ------ | ------ | ------ | ------ | ------ | ------ | ------ | ------ | ------ | ------ | ------ | ---------- |
|     | 1   | 852    | 797    | 786    | 755    | 769    | 701    | 694    | 722    | 640    | 697    | 791    | 806    | 787    | 787    | 812    | 693    | 785    | 741    | 743    | 1015   | 769        |

| Tập | Ngày phát sóng | Tỷ suất khán giả trung bình | Tỷ suất khán giả trung bình | Tỷ suất khán giả trung bình |
| Tập | Ngày phát sóng | Nielsen Korea               | Nielsen Korea               | TNmS                        |
| Tập | Ngày phát sóng | Toàn quốc                   | Seoul                       | Toàn quốc                   |
| --- | -------------- | --------------------------- | --------------------------- | --------------------------- |
| 1 | 06/02/2023     | 4.2%                        | 5.0%                        |                             |
| 2 | 07/02/2023     | 3.6%                        | 4.3%                        |                             |
| 3 | 13/02/2023     | 3.7%                        | 4.5%                        |                             |
| 4 | 14/02/2023     | 3.6%                        | 4.2%                        |                             |
| 5 | 20/02/2023     | 3.6%                        | 4.2%                        |                             |
| 6 | 21/02/2023     | 3.4%                        | 3.7%                        |                             |
| 7 | 27/02/2023     | 3.4%                        | 4.0%                        |                             |
| 8 | 28/02/2023     | 3.6%                        | 4.4%                        |                             |
| 9 | 06/03/2023     | 3.3%                        | 3.7%                        |                             |
| 10 | 07/03/2023     | 3.4%                        | 3.8%                        |                             |
| 11 | 13/03/2023     | 3.6%                        | 4.0%                        |                             |
| 12 | 14/03/2023     | 3.7%                        | 4.1%                        |                             |
| 13 | 20/03/2023     | 3.8%                        | 4.4%                        |                             |
| 14 | 21/03/2023     | 3.8%                        | 4.3%                        |                             |
| 15 | 27/03/2023     | 3.8%                        | 4.2%                        |                             |
| 16 | 28/03/2023     | 3.2%                        | 3.4%                        |                             |
| 17 | 03/04/2023     | 4.3%                        | 3.9%                        |                             |
| 18 | 04/04/2023     | 3.8%                        | 4.6%                        |                             |
| 19 | 10/04/2023     | 3.7%                        | 4.0%                        |                             |
| 20 | 11/04/2023     | 4.9%                        | 5.6%                        |                             |
| Trung bình | Trung bình     | 3.7%                        | 4.2%                        |                             |
| - Số màu xanh thể hiện xếp hạng thấp nhất và số màu đỏ thể hiện xếp hạng cao nhất. - NR biểu thị bộ phim không được xếp hạng trong số 20 chương trình hàng ngày hàng đầu vào ngày đó. - Bộ phim này được phát sóng trên hệ thống các kênh truyền hình cáp/trả phí nên số lượng người xem thấp hơn so với truyền hình miễn phí (ví dụ như KBS, SBS, MBC hay EBS). |                |                             |                             |                             |